# Ferdinand Wolf
Ferdinand Joseph Wolf (født 8. december 1796 i Wien, død 18. februar 1866 sammesteds) var en østrigsk filolog.
Wolf studerede i Graz, tog juridisk Embedseksamen og praktiserede en kort tid som advokat. Han opnåede senere ansættelse ved det kejserlige bibliotek, hvor han arbejde sin død, i mange år som bestyrer
af håndskriftafdelingen.